# Linophryne andersoni
Linophryne andersoni es una especie de pez abisal de la familia Linophrynidae. Esta especie fue reconocida por primera vez en 1992, por Ofer Gon.

### Lectura recomendada
- Froese R. & Pauly D. (eds) (2015). FishBase (version Jan 2015). In: Species 2000 & ITIS Catalogue of Life, 26th August 2015 (Roskov Y., Abucay L., Orrell T., Nicolson D., Kunze T., Flann C., Bailly N., Kirk P., Bourgoin T., DeWalt R.E., Decock W., De Wever A., eds).
- Pietsch, T.W.0 Oceanic anglerfishes. Extraordinary diversity in the deep sea. Oceanic Anglerfishes, i-xii; 1-557pp. (Ref. 86949).
- Wu, H.L., K.-T. Shao and C.F. Lai (eds.)0 Latin-Chinese dictionary of fishes names. The Sueichan Press, Taiwán. 1028 p. (Ref. 31517).